# Рота Ђанели (Пескара)
Рота Ђанели (итал. Rota Giannelli) је насеље у Италији у округу Пескара, региону Абруцо.
Према процени из 2011. у насељу је живело 52 становника. Насеље се налази на надморској висини од 136 м.